# Euproctis niasica
Euproctis niasica är en fjärilsart som beskrevs av Embrik Strand 1915. Euproctis niasica ingår i släktet Euproctis och familjen tofsspinnare. Inga underarter finns listade i Catalogue of Life.